# 拜利斯科納 (印地安納州)
拜利斯科納（英語：Baileys Corner）是位於美國印地安納州傑斯帕縣的一個非建制地區。該地的面積和人口皆未知。